# Masse salariale
Pour les articles homonymes, voir Masse (homonymie).
La masse salariale (MS), dans sa définition courante, est la somme des rémunérations brutes versées aux salariés, hors rémunérations en nature et cotisations patronales sur une année.
En France, on peut distinguer trois définitions de la masse salariale  : 
- La masse salariale sociale, telle que déclarée auprès des organismes sociaux (via la Déclaration annuelle des données sociales ou  DADS) et telle que prise en compte dans les statistiques nationales (Insee), qui est la somme des salaires bruts (hors cotisations patronales)[1] ;
- La masse salariale comptable qui intègre les cotisations patronales (rémunération dite hyper brute), y compris les provisions congés payés[2] ;
- La masse salariale budgétaire qui inclut les cotisations patronales et les indemnités de licenciement, mais exclut les provisions pour congés payés[2].